# هیروتو موروکا
هیروتو موروکا (ژاپنی: 諸岡 裕人؛ زادهٔ ۴ ژانویهٔ ۱۹۹۷) یک بازیکن فوتبال اهل ژاپن است.
از باشگاه‌هایی که در آن بازی کرده‌است می‌توان به باشگاه فوتبال فوکوشیما یونایتد اشاره کرد.